# First Lady (Film)
First Lady ist ein US-amerikanischer Spielfilm aus dem Jahr 1937 mit Kay Francis in der Hauptrolle.

## Handlung
Anders als der Titel vielleicht vermuten lässt, geht es nicht um den ersten weiblichen Präsidenten der Vereinigten Staaten, sondern um allerlei politische Machenschaften rund um die Nominierung eines Präsidentschaftskandidaten. Im Mittelpunkt steht Lucy Chase-Wayne, die Enkelin eines ehemaligen US-Präsidenten, die mit dem aktuellen United States Secretary of State, Stephen Wayne, verheiratet ist. Lucy will unbedingt, dass ihr Mann als Kandidat für die nächsten Präsidentschaftswahlen aufgestellt wird. Ihre Hauptrivalin ist Irene Hibbard, die mit einem korrupten Richter des Obersten Gerichtshofs verheiratet ist. Sie will sich scheiden lassen und ihren Geliebten Senator Gordon Keane heiraten, in dem sie den besten Aspiraten auf das höchste Amt im Staate sieht. Lucy organisiert im Gegenzug eine Kampagne, an deren Ende nicht nur Wayne die ersehnte Nominierung erhält, sondern auch die Justiz von Korruption und Vetternwirtschaft befreit wird.

## Hintergrund
Kay Francis war unmittelbar nach ihrem Wechsel von Paramount im Jahr 1932 zu Warner Brothers zu einer beliebten Darstellerin von unabhängigen, selbstbewussten Frauen aufgestiegen, die für ihre Liebe kämpfen und sich nicht den gängigen Moralvorstellungen unterwerfen. Ihre Karriere war jedoch seit Mitte der Dekade wieder im Schwinden begriffen. Die meisten Rollen, die Francis zu spielen bekam, legten mehr Wert auf ihr Outfit als auf packende Dialoge oder glaubhafte Drehbücher. Seit Beginn des Jahres 1937 war offener Streit zwischen der Studioleitung und der Schauspielerin ausgebrochen, welche Art von Rollen Francis künftig spielen sollte. Die folgenden Rollen boten von allem etwas, ohne die Fans jedoch auf Dauer zurückzugewinnen: Mutterliebe (Confession), dramatische Verwicklungen in fernen Ländern (Another Dawn) und Verwicklungen in der Hochfinanz (Stolen Holiday). Der Streit kam zum Höhepunkt, als Francis verlangt, die Hauptrolle in Tovarich zu übernehmen, einer frivolen Broadwaykomödie. Entgegen mündlichen Absprachen bekam Claudette Colbert die Rolle und Francis verklagte im September des Jahres 1937 das Studio auf Auflösung des Vertrages. Das Bühnenstück First Lady von George S. Kaufman schaffte es mit Jane Cowl in der Hauptrolle auf 246 Aufführungen in der Saison 1935/36 und basierte lose auf dem Leben von Alice Roosevelt Longworth, der Tochter von Theodore Roosevelt. Warner Brothers erwarben die Filmrechte als potentielles Stück für Norma Shearer oder Ann Harding.
Die Zuschauer lehnten den Film ab und Francis bekam zuhauf erboste Briefe ihrer Fans, die sich darüber beklagten, die Rolle habe zu wenig Wärme und Sympathie. Die Schauspielerin gab selber zu, einen Fehler gemacht zu haben mit dem Part:

„Mir ist bewusst, dass ich wie die meisten Schauspielerinnen eine eigene, ganz individuelle Qualität auf die Leinwand bringe. Die Fans erwarten von mir Glaubwüridigkeit und wenn sie die nicht bekommen, dann schreien sie auf. Meine Fans möchten "First Lady kein bißchen. Ich weiss das. Sie haben mir das in Hunderten von Briefen geschrieben.“

## Kinoauswertung
Mit Produktionskosten von 485.000 US-Dollar war First Lady mit einem selbst für Warner Brothers eher geringen Budget produziert. Die Einnahmen in den USA beliefen sich auf katastrophale 322.000 US-Dollar, zu den noch einmal Auslandseinnahmen in Höhe von umgerechnet 102.000 US-Dollar hinzu kamen. Das Gesamteinspielergebnis von kumuliert 424.000 US-Dollar machte aus dem Filme einen ausgewachsenen Flop und beschleunigte Francis’ Niedergang als Topstar.

## Quelle
- Scott O’Brien – Kay Francis I Can’t Wait to be Forgotten – Her Life von Film and Stage; ISBN 1-59393-036-4